# 岩一笼鸡
岩一笼鸡（学名：Gutzlaffia aprica var. glabra）为爵床科山一笼鸡属下的一个变种。